# Toaster Nsabata
Toaster Nsabata (4 gennaio 1990) è un calciatore zambiano, portiere dello ZESCO Utd e della nazionale zambiana.

## Carriera

### Club
Ha giocato nella prima divisione zambiana.

### Nazionale
Ha esordito con la maglia della nazionale zambiana il 7 giugno 2014, in occasione dell'amichevole persa per 4-3 contro il Giappone.
Nel 2023 partecipa alla Coppa d'Africa.

## Statistiche

### Cronologia presenze e reti in nazionale
Aggiornato all'11 maggio 2023

| Cronologia completa delle presenze e delle reti in nazionale ― Zambia | Cronologia completa delle presenze e delle reti in nazionale ― Zambia | Cronologia completa delle presenze e delle reti in nazionale ― Zambia | Cronologia completa delle presenze e delle reti in nazionale ― Zambia | Cronologia completa delle presenze e delle reti in nazionale ― Zambia | Cronologia completa delle presenze e delle reti in nazionale ― Zambia | Cronologia completa delle presenze e delle reti in nazionale ― Zambia | Cronologia completa delle presenze e delle reti in nazionale ― Zambia |
| Data                                                                  | Città                                                                 | In casa                                                               | Risultato                                                             | Ospiti                                                                | Competizione                                                          | Reti                                                                  | Note                                                                  |
| --------------------------------------------------------------------- | --------------------------------------------------------------------- | --------------------------------------------------------------------- | --------------------------------------------------------------------- | --------------------------------------------------------------------- | --------------------------------------------------------------------- | --------------------------------------------------------------------- | --------------------------------------------------------------------- |
| 7-6-2014                                                              | Tampa                                                                 | Giappone                                                              | 4 – 3                                                                 | Zambia                                                                | Amichevole                                                            | -4                                                                    |                                                                       |
| 5-8-2017                                                              | Lusaka                                                                | Zambia                                                                | 0 – 0                                                                 | Etiopia                                                               | Amichevole                                                            | -                                                                     |                                                                       |
| 21-3-2018                                                             | Ndola                                                                 | Zambia                                                                | 2 – 2                                                                 | Zimbabwe                                                              | Amichevole                                                            | -2                                                                    |                                                                       |
| 24-3-2018                                                             | Ndola                                                                 | Zambia                                                                | 0 – 2                                                                 | Sudafrica                                                             | Amichevole                                                            | -2                                                                    |                                                                       |
| 23-3-2019                                                             | Lusaka                                                                | Zambia                                                                | 4 – 1                                                                 | Namibia                                                               | Qual. Coppa d'Africa 2021                                             | -1                                                                    |                                                                       |
| 10-10-2019                                                            | Niamey                                                                | Niger                                                                 | 1 – 1                                                                 | Zambia                                                                | Amichevole                                                            | -1                                                                    | 46’                                                                   |
| 13-10-2019                                                            | Cotonou                                                               | Benin                                                                 | 2 – 2                                                                 | Zambia                                                                | Amichevole                                                            | -1                                                                    | 63’                                                                   |
| 14-11-2019                                                            | Blida                                                                 | Algeria                                                               | 5 – 0                                                                 | Zambia                                                                | Qual. Coppa d'Africa 2021                                             | -5                                                                    |                                                                       |
| 13-11-2021                                                            | Lusaka                                                                | Zambia                                                                | 4 – 0                                                                 | Mauritania                                                            | Qual. Mondiali 2022                                                   | -                                                                     |                                                                       |
| 16-11-2021                                                            | Tunisi                                                                | Tunisia                                                               | 3 – 1                                                                 | Zambia                                                                | Qual. Mondiali 2022                                                   | -3                                                                    |                                                                       |
| 25-3-2022                                                             | Brazzaville                                                           | Rep. del Congo                                                        | 1 – 3                                                                 | Zambia                                                                | Amichevole                                                            | -1                                                                    |                                                                       |
| 27-3-2022                                                             | Antalya                                                               | Zambia                                                                | 1 – 2                                                                 | Benin                                                                 | Amichevole                                                            | -2                                                                    |                                                                       |
| 3-6-2022                                                              | Yamoussoukro                                                          | Costa d'Avorio                                                        | 3 – 1                                                                 | Zambia                                                                | Qual. Coppa d'Africa 2023                                             | -3                                                                    |                                                                       |
| 7-6-2022                                                              | Lusaka                                                                | Zambia                                                                | 2 – 1                                                                 | Comore                                                                | Qual. Coppa d'Africa 2023                                             | -1                                                                    |                                                                       |
| 17-11-2022                                                            | Petah Tikva                                                           | Israele                                                               | 4 – 2                                                                 | Zambia                                                                | Amichevole                                                            | -4                                                                    |                                                                       |
| 23-3-2023                                                             | Ndola                                                                 | Zambia                                                                | 3 – 1                                                                 | Lesotho                                                               | Qual. Coppa d'Africa 2023                                             | -1                                                                    |                                                                       |
| 26-3-2023                                                             | Soweto                                                                | Lesotho                                                               | 0 – 2                                                                 | Zambia                                                                | Qual. Coppa d'Africa 2023                                             | -                                                                     |                                                                       |
| 23-3-2024                                                             | Lilongwe                                                              | Zambia                                                                | 2 – 2 (5 – 6 dtr)                                                     | Zimbabwe                                                              | Amichevole                                                            | -                                                                     | 90+3’                                                                 |
| 15-10-2024                                                            | Yaoundé                                                               | Ciad                                                                  | 0 – 1                                                                 | Zambia                                                                | Qual. Coppa d'Africa 2025                                             | -                                                                     |                                                                       |
| 15-11-2024                                                            | Ndola                                                                 | Zambia                                                                | 1 – 0                                                                 | Costa d'Avorio                                                        | Qual. Coppa d'Africa 2025                                             | -                                                                     |                                                                       |
| 19-11-2024                                                            | Monrovia                                                              | Sierra Leone                                                          | 0 – 2                                                                 | Zambia                                                                | Qual. Coppa d'Africa 2025                                             | -                                                                     |                                                                       |
| 25-3-2025                                                             | Mosca                                                                 | Russia                                                                | 5 – 0                                                                 | Zambia                                                                | Amichevole                                                            | -5                                                                    |                                                                       |
| Totale                                                                |                                                                       | Presenze                                                              | 22                                                                    |                                                                       | Reti                                                                  | -35                                                                   |                                                                       |